# Gianni Corsaro
Gianni Corsaro, all'anagrafe Giovanni Corsaro (Catania, 29 aprile 1925 – Catania, 11 aprile 2006), è stato un marciatore italiano.

## Biografia
Nato nel 1925 a Catania, a 23 anni partecipò ai Giochi olimpici di Londra 1948 nella marcia 10000 m, passando le batterie da 4º in 46'25"8 e chiudendo 8º in finale.
12 anni dopo, a 35 anni, prese parte alle sue seconde Olimpiadi, quelle di Roma 1960, stavolta nella marcia 20 km, terminando 26º con il tempo di 1h46'47"2.
Nel 1961 vinse la medaglia di bronzo a squadre nella prima edizione della Coppa del mondo di marcia, a Lugano, insieme a Pino Dordoni, Stefano Serchinich, Abdon Pamich, Luigi De Rosso e Antonio De Gaetano, chiudendo dietro a Regno Unito e Svezia; Corsaro arrivò 11º in 1h42'46" nella 20 km. 2 anni dopo, a Varese 1963, chiuse invece 10º in 4h41'52" nella 50 km.
Sempre nel 1963 fu medaglia di bronzo ai Giochi del Mediterraneo di Napoli, terminando la marcia 50 km in 4h44'38", alle spalle del connazionale Abdon Pamich e del tunisino Naceur Ben Messaoud.
Morì nel 2006, poco prima di compiere 81 anni.

## Palmarès
| Anno | Manifestazione          | Sede   | Evento         | Risultato | Prestazione | Note |
| ---- | ----------------------- | ------ | -------------- | --------- | ----------- | ---- |
| 1948 | Giochi olimpici         | Londra | Marcia 10000 m | 8º        | n/d         |      |
| 1960 | Giochi olimpici         | Roma   | Marcia 20 km   | 26º       | 1h46'47"2   |      |
| 1963 | Giochi del Mediterraneo | Napoli | Marcia 50 km   | Bronzo    | 4h44'38"    |      |

## Altre competizioni internazionali
1961
- 11º in Coppa del mondo di marcia ( Lugano), marcia 20 km - 1h42'46"
- Bronzo a squadre in Coppa del mondo di marcia ( Lugano)

1963
- 10º in Coppa del mondo di marcia ( Varese), marcia 50 km - 4h41'52"